# Ramelteon
Ramelteon – organiczny związek chemiczny stosowany jako lek nasenny.

## Mechanizm działania
Ramelteon jest selektywnym agonistą receptorów melatoninergicznych MT1 i MT2 w jądrach nadskrzyżowaniowych. 
Ma działanie podobne do melatoniny, lecz silniejsze. Wspólnie odpowiadają za prawidłowy cykl snu i czuwania. Ze względu na brak istotnego powinowactwa ramelteonu do receptorów dla neuropeptydów, cytokin, serotoniny, dopaminy, noradrenaliny, acetylocholiny, a także receptorów opioidowych, lek ten nie wywołuje uzależnienia fizycznego i psychicznego.

## Wskazania
Lek został zarejestrowany przez Agencję Żywności i Leków (FDA) do leczenia bezsenności. Nie jest dostępny w Polsce.
Zazwyczaj stosuje się 8 mg ramelteonu raz dziennie, około 30 minut przed snem.

## Farmakokinetyka
Lek jest metabolizowany w wątrobie przy udziale izoenzymów cytochromu CYP450: 1A2, 3A4 i 2C. Okres połowicznej eliminacji leku wynosi 1–2,6 godziny, głównego metabolitu (M-II) 2–5 godzin.

## Działania niepożądane
Najczęstszymi działaniami niepożądanymi leku są nadmierna sedacja, zawroty głowy, zmęczenie, bóle głowy.

## Przeciwwskazania
Lek nie powinien być przyjmowany przez pacjentów z niewydolnością wątroby.

## Preparaty
- Rozerem – tabletki 8 mg